# Aeroportul Regional Langley
Aeroportul Regional Langley (IATA: YLY, ICAO: CYNJ) este un aeroport din Langley⁠(d), Metro Vancouver Regional District⁠(d), Columbia Britanică, Canada ce deservește zona Langley⁠(d).
Situat la o altitudine de 10 m, aeroportul dispune de o singură pistă. Este operat de Langley⁠(d).